# Kemal Rijken
Kemal Rijken (Zevenaar, 1980) is een Nederlandse journalist, schrijver, presentator, politicoloog en historicus. Hij kreeg naamsbekendheid door zijn biografie van burgemeester Eberhard van der Laan van Amsterdam. Tevens geldt Rijken als spreker op het gebied van diverse binnen- en buitenlandse onderwerpen. Hij is werkzaam voor verschillende media en heeft Nederland, Europa en de Verenigde Staten als werkgebied.

## Jeugd en opleiding
Rijken groeide op in Westervoort en Arnhem. Hij volgde zijn middelbare school aan het Montessori College in Nijmegen. In 2000 verhuisde hij naar Amsterdam om geschiedenis en politicologie te studeren aan de UvA. Hij specialiseerde zich in internationale betrekkingen en liep stage op het Ministerie van Buitenlandse Zaken. Ook was hij actief voor het weekblad Folia Civitatis. Na zijn studie politicologie haalde hij een master Journalistiek en Media aan de UvA.

## Loopbaan
Kemal Rijken is onder meer actief als onderzoeksjournalist voor HP/DeTijd, Vrij Nederland, Binnenlands Bestuur en Bernie Magazine. Hij begon zijn journalistieke loopbaan in 2008 als stads- en regioverslaggever in Amsterdam voor het AD. Ook was hij later werkzaam voor dagblad Metro, waarvoor hij de Amsterdamse politiek volgde, NU.nl, Trouw en het NIW. Sinds 2012 is hij hoofdredacteur van de Joodse nieuws- en achtergrondensite Jonet. Rijken is voor zijn werk actief in Nederland, Europa en de Verenigde Staten. Voor De Groene Amsterdammer en zijn boek ‘Eigen Volk’ was hij in januari 2017 in Washington DC aanwezig bij de inauguratie van de Amerikaanse president Donald J. Trump. Voor onder meer HP/DeTijd en zijn boek 'Monarchie' was Rijken aanwezig bij staatsbezoeken van koning Willem-Alexander aan Noorwegen (2021), Zweden (2022) en (België), en het staatsbezoek van de Belgische koning Filip aan Zuid-Afrika (2023).

## Boeken
Rijken ontwikkelde zich in de jaren 2010 tot schrijver van literaire non-fictieboeken. In 2012 debuteerde hij met het boek ‘Roma’, dat verhaalt over de geschiedenis van de Nederlandse Sinti en Roma. In het boek onthulde hij dat 2,5 miljoen euro aan Roma-Holocaustgeld verkeerd was besteed. Twee jaar later schreef hij ‘De Westermoskee en de geschiedenis van de Nederlandse Godsdienstvrijheid’. Dit non-fictiewerk gaat over de gelijknamige moskee in de Amsterdamse wijk De Baarsjes en de wijze waarop minderheden door de eeuwen heen in Nederland zijn geïntegreerd door middel van religie.
In 2016 publiceerde Rijken ‘Van der Laan, biografie van een burgemeester’, over het leven van wijlen burgemeester Eberhard van der Laan van Amsterdam. Onder meer diens jeugd in Rijnsburg, werk voor de Amsterdamse wethouder Jan Schaefer, carrière als advocaat en zijn periode als minister in kabinet Balkenende VI komen aan bod. Verder gaat het boek over de burgemeestersjaren in de Stopera en zijn omgang met dossiers als de troonswisseling van 2013 en de Amsterdamse zedenzaak. Na Van der Laans overlijden in 2017 schreef Rijken een geactualiseerde versie van de biografie.
Voor zijn volgende boek ‘Eigen Volk’ (2019), over de geschiedenis van het rechts-nationalisme in Europa, interviewde Rijken verschillende rechts-populistische politici. Hij sprak onder meer UKIP-voorman Nigel Farage, AfD-kopstuk Alexander Gauland, oud-FN-leider Jean-Marie Le Pen, ex-Lega Nord-leider Umberto Bossi en VB-kopstukken Filip Dewinter en Tom van Grieken. Ook interviewde hij politici buiten de beweging zoals Maxime Verhagen en Jozias van Aartsen, en de Belgische oud-premiers Yves Leterme en Mark Eyskens.
In 2023 publiceerde Rijken zijn boek 'Monarchie, koningshuizen in Europa vanaf 1940, geschiedenis, uitdagingen en overlevingskansen'. Hiervoor deed hij onderzoek naar de Europese monarchieën in de periode 1940-2023. Het boek verhaalt over hoe de moderne vorstenhuizen omgingen met de democratie, politiek, maatschappij en moderniteit, en over hun toekomst. Rijken reisde onder meer naar Scandinavië, Griekenland, Luxemburg, België, het VK en Bulgarije. In dat laatste land interviewde hij oud-koning Simeon II. Ook werkte hij onder andere in het Koninklijk Nederlands Instituut Rome.

## Televisie, radio en presentatiewerk
Kemal Rijken is de presentator van 'Het Kamergesprek', een tv-programma dat hij sinds 2021 maakt met ProDemos en perscentrum Nieuwspoort maakt. In deze talkshow wordt uitgelegd wat er in parlementaire debatten wordt besproken en waarom. Panelleden zijn onder meer Sheila Sitalsing, Hanneke Gelderblom, Chris Aalberts en Hero Brinkman. Het programma wordt uitgezonden op NPO Politiek en Nieuws, en omroep Salto.
In het tv-programma 'Gesprek aan de Amstel' houdt Rijken sinds 2023 dieptegesprekken met prominenten over Amsterdam en hun leven. Bij hem waren onder meer prins Maurits van Oranje-Nassau Van Vollenhoven, Boris Dittrich, Geert Mak, Michiel Romeyn, Eric van der Burg, Karin Bloemen, Iris Hond en Bénédicte Ficq te gast. Het programma wordt maandelijks uitgezonden op AT5 . 
Tussen 2014 en 2022 presenteerde Rijken het programma AmstelPolis voor de Amsterdamse stadszender SALTO. In dit praat- en debatprogramma waren Amsterdamse politici uit de gemeenteraad, het college van burgemeester en wethouders en de stadsdelen te gast.
Rijken is tevens werkzaam als presentator van tv-producties en moderator van debatten en groepsgesprekken op locatie. Tussen 2009 en 2015 was hij moderator op het jaarlijkse International Documentary Film Festival Amsterdam (IDFA). 
Vanwege zijn onderzoekswerk is Rijken te gast geweest op radio en tv om te spreken over Sinti en Roma, burgemeester Van der Laan, de Amsterdamse politiek, rechts-nationalisme, populisme, Duitsland, Oostenrijk en België.

## Opinie
Rijken schrijft verschillende opinieartikelen en columns voor landelijke en lokale media, waaronder voor NRC en HP/DeTijd. Voor het blad Binnenlands Bestuur schreef hij samen met debatdeskundige John Bijl de wekelijkse column Mystery Burger, waarvoor ze gemeenteraads- en Provinciale Statenvergaderingen bezochten en beoordeelden. In 2014 kwam het boek ‘De Mystery Burger’ uit.